# Костянтин III (узурпатор)
Флавій Клавдій Костянтин (лат. Flavius Claudius Constantinus; IV століття — 18 вересня 411 року) — римський генерал, який в 407 році оголосив себе західним римським імператором. Відомий в історіографії як Костянтин III. У 409—411 роках був при владі разом з Гонорієм.
Костянтин був простим солдатом. 407 року, проголошений імператором в Британії, він здійняв повстання проти західного римського імператора Гонорія в Галлії та Іспанії. Частина Галлії незабаром перейшла під його контроль, а його син Констант II захопив Іспанію. Крім того, Костянтин змусив Гонорія визнати себе і свого сина імператорами. Однак володарював недовго: заколот воєначальника Геронтія підірвав його владу, і він був розгромлений полководцем Гонорія Констанцієм, після чого страчений. Після виведення військ Костянтина з Британії Рим втратив контроль над цією провінцією.

## Життєпис

### Встановлення влади

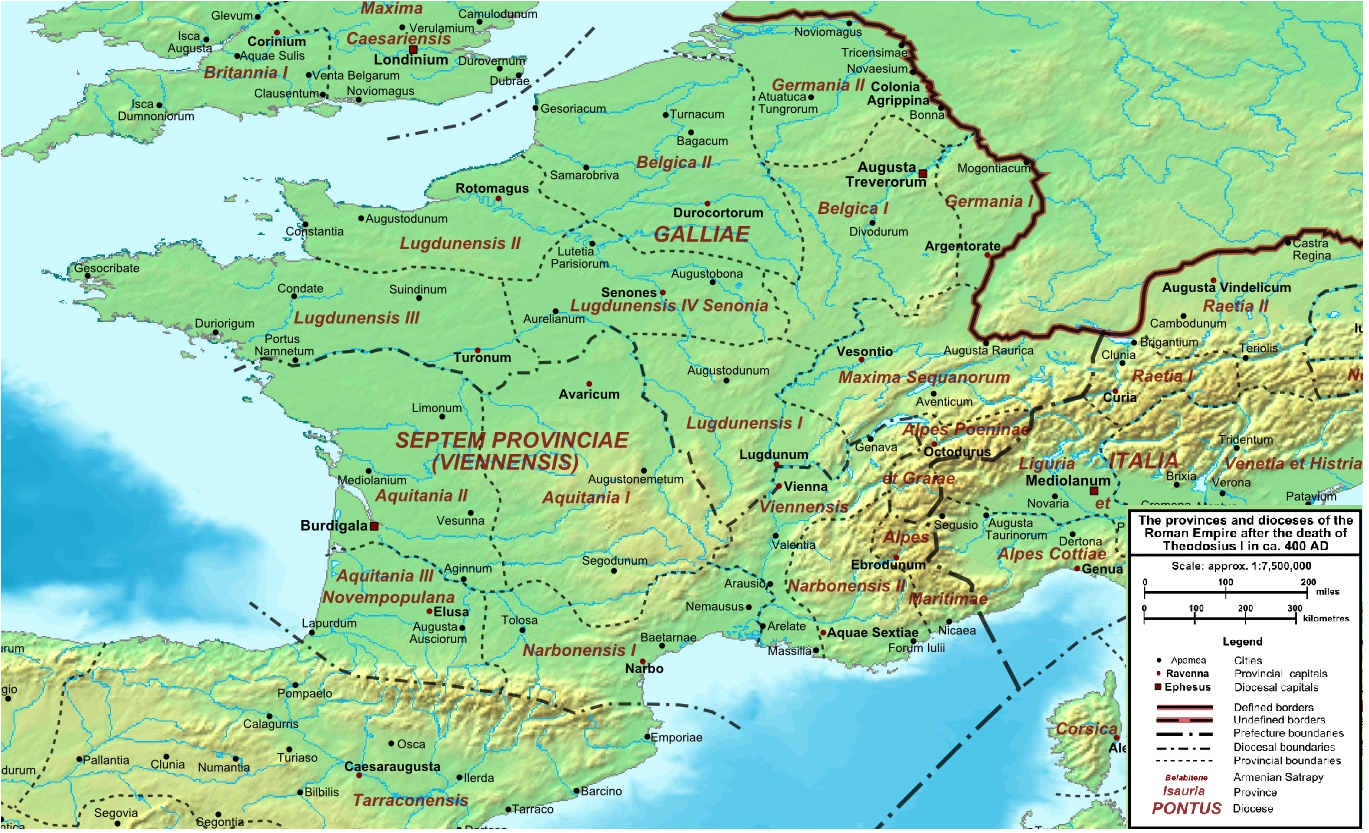
Римська Галлія до перетину Рейну

31 грудня 406 року кілька племен варварів, у тому числі вандали, бургунди, алани і свеви, форсували Рейн і захопили римські оборонні споруди, почавши успішне вторгнення на територію Західної Римської імперії . Від такого серйозного удару імперії так і не вдалося оговтатися. Римська влада не змогла вигнати або знищити загарбників, більшість яких врешті-решт влаштувалося в Іспанії і Північній Африці; крім того, не було зупинено просування франків, бургундів і вестготів в Галлії, що відбувалося в той же час. Важливим фактором, що впливав на успішність протистояння варварам, виявилася відсутність єдності серед самих римлян: лише об'єднана імперія з повною підтримкою населення змогла б знайти в собі сили зупинити вторгнення і зберегти свої кордони .
Під час цієї навали провінція Британія була охоплена повстаннями, які підготували ґрунт для появи декількох узурпаторів, зі смертю яких почалося піднесення Костянтина на початку 407 року. Спочатку в 406 році британські легіони, незадоволені нездатністю західного імператора Гонорія і його воєначальника Стиліхона захистити острів, проголосили імператором якогось солдата Марка, незабаром убитого іншим претендентом, місцевим жителем Граціаном. Граціан також був убитий через чотири місяці, в 407 році.
Військові римської Британії побоювалися вторгнення германців, до того ж держава стрімко розпадалася. Тому солдати вибрали лідером людину, названу в честь знаменитого імператора початку IV століття Костянтина Великого, який сам зійшов на трон в результаті військового перевороту, будучи лише простим солдатом, але мавши, напевно, деякі здібності. Про походження Костянтина III нічого не відомо, а на вибір солдат значний вплив зробило його ім'я. Відразу після визнання імператором Костянтин почав активні дії. Він переправився через Ла-Манш на континент, висадився в Бононії і, за припущеннями істориків, забрав з Британії всі мобільні війська, тим самим позбавивши провінцію захисту і посприявши відділенню Британії від Римської імперії. У Бононії Костянтин пробув недовго. Відповідальні за оборону Галлії префект преторія Лімен і варвар Харіобад, напевно, незабаром втекли, не надавши узурпатору особливого опору.

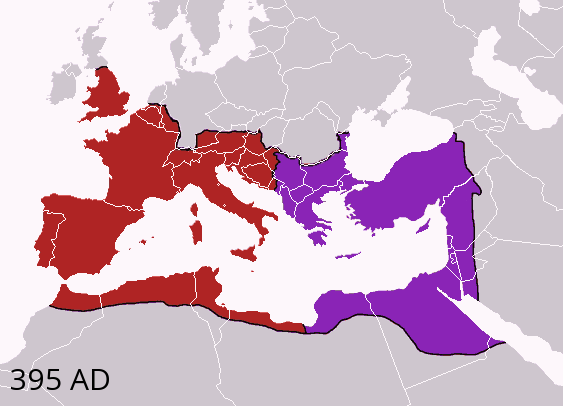
Розподіл Римської імперії в 395 р.на Західну (червоний) та Східну (фіолетовий)

Після вступу в Галлію влада Костянтина була швидко визнана в Іспанії і на рейнському узбережжі. Тоді імператор Гонорій спорядив проти узурпатора військо під командуванням готського полководця Сара. Два воєначальника Костянтина, римлянин Юстиніан і франк Небіогаст, які командували авангардом його війська, були розбиті Саром. Спочатку Сар розгромив Юстиніана (останній сам загинув в бою), а потім обложив Небіогаста, якого потім обманом вбив. Проте Костянтин послав іншу армію на чолі з Едобіхом і Геронтієм; Сар був змушений відступити, залишивши всі свої трофеї, які контролювали проходи через Альпи, щоб отримати дозвіл пройти в Італію. Костянтин забезпечив захист рейнських кордонів і поставив гарнізон на шляху з Галлії в Італію. У Галлії він розгромив деякі германські племена, а з іншими уклав мирні договори.
У травні 408 року він зробив своєю столицею Арелат і призначив Аполлінарія (діда письменника і поета Сидонія Аполлінарія) префектом преторія Галлії. Звістка про захоплення Галлії прийшла в Рим, коли Гонорій знаходився в столиці, а Стиліхон — в Равенні. У той час імператор і його воєначальник готувалися організувати похід разом з готським правителем Аларіхом до Іллірії, яку мали намір відібрати у східного імператора Аркадія, але повстання Костянтина зірвало їх плани.

### Визнання імператором

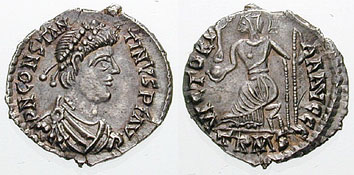
Зображення Констянтина III на силікві

Влітку 408 року, коли римські війська були зібрані в Італії для підготовки до контратаки узурпатора, у Костянтина були інші задуми. Побоюючись, що кілька лояльних родичів імператора Гонорія в Іспанії, яка була батьківщиною і оплотом династії Феодосія, можуть організувати напад з цієї провінції, в той час як армії під командуванням Сара і Стиліхона нападуть на нього з Італії, внаслідок чого він виявиться в оточенні, узурпатор вирішив завдати удару по Іспанії. Костянтин викликав свого старшого сина Константа з монастиря, де той жив, і відправив з військовим магістром в Іспанію. Іншого свого сина, Юліана, узурпатор зробив нобіліссімом. Є припущення, що Юліан і Констант взяли свої імена після проголошення їх батька імператором, а до цього у них були інші імена, тому що такі імена носили імператори з династії Костянтина, до яких в Британії продовжували ставитися з повагою.
Кузени Гонорія були переможені Константом без особливих труднощів; двоє з них — Дідім і Вереніан — потрапили в полон, два інших — Феодосіол і Лагодів — бігли до Італії і Константинополь. Потім Константом, залишивши дружину в своїй штаб-квартирі під опікою Геронтія, повернувся в Арелат. У той же час (13 серпня 408 року) підпорядкована Гонорію римська армія здійняла повстання в Тиціні, за яким імператор вбив патриція Стиліхона (22 серпня). Внаслідок цього заколоту і інтриг при імператорському дворі воєначальник Сар відмовився від командування західною армією; Гонорій в Равенні залишився без значної військової підтримки. Ситуацію ускладнювало те, що готська армія під керівництвом Аларіха, що знаходилася в Етрурії, стала практично неконтрольованої. Тому, коли посланці Костянтина прибули на переговори в Равенну, побоючить Гонорій охоче визнав Костянтина своїм співправителем, а в 409 році призначив його консулом нарівні з собою. 

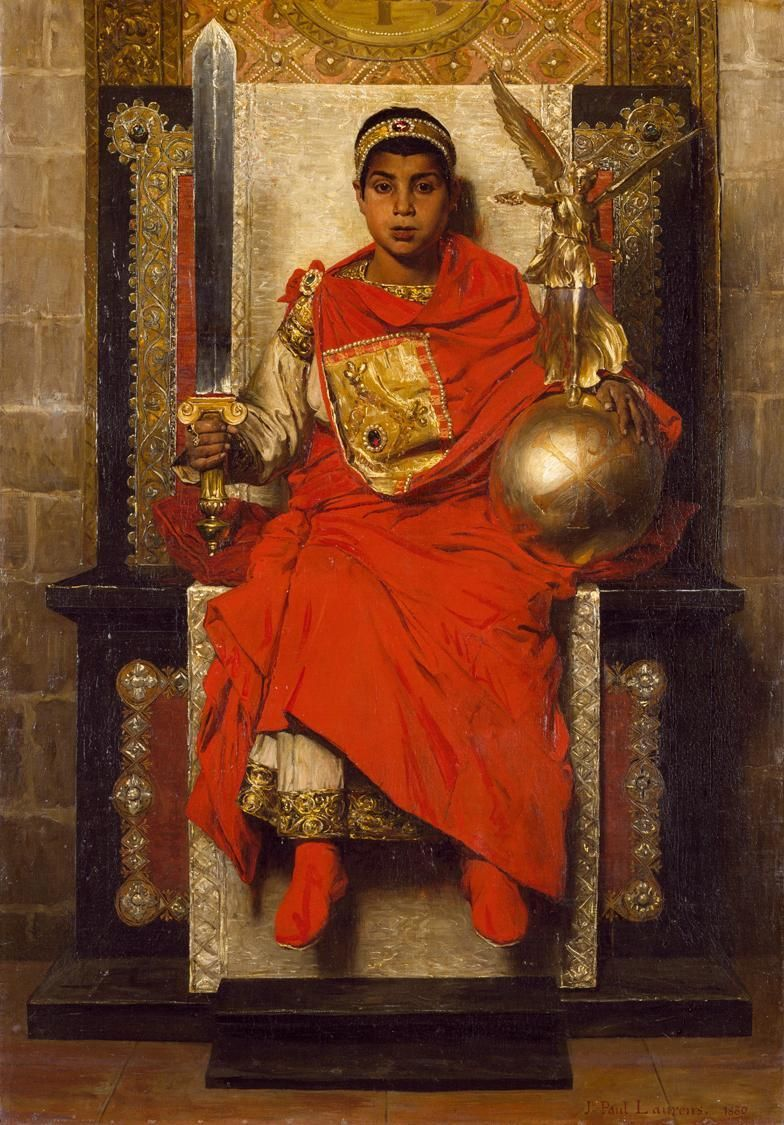
Жан Поль Лоран. Західно-римський імператор Гонорій

### Похід в Італію
Цей рік був яскравим знаком успіху Костянтина. До вересня племена, які захопили рейнську оборону, досягли Піренеїв, де вони прорвали гарнізони Костянтина і увійшли в Іспанію. У той час як Костянтин готовий був відправити свого сина Констанса, щоб впоратися з цією кризою, йому повідомили, що його генерал Геронтій повстав, підійнявши свого власного родича Максимуса з Іспанії як співправителя імператора. Попри всі зусилля Костянтина, атака з Іспанії пройшла в наступному році, коли Геронтій просунувся за підтримки своїх варварських союзників.
Приблизно в той же час саксонські пірати здійснили набіг на Британію, яку Костянтин залишив беззахисною. Збентежений тим, що Костянтин нехтував ними в своїх спробах створити свою власну імперію і не зміг захистити їх від нападів, які вони сподівалися запобігти, римські жителі Британії та Арморики повстали проти влади Костянтина і вигнали своїх чиновників.
Констянтин вирушив в Італію з військами, залишеними йому. Його заохочували в цьому благання Аллобіча, який хотів замінити Гонорія більш здатним правителем. Але це вторгнення закінчилося поразкою, коли Аллобіч помер, і Костянтин змушений був піти в Галлію пізньою весною 410 року.
Стан Костянтина погіршав, його сили, що стояли перед повстанцем Геронтієм, зазнали поразки в В'єнні в 411 році, коли його син Констанс був схоплений і страчений. Префектом преторія Костянтина стає Децим Рустик, який змінив Аполлінарія роком раніше. Геронтій зловив Костянтина всередині Арля і осадив його.

## Падіння та смерть
У той же час було виявлено, що новий генерал підтримує Гонорія, майбутнього Констанція III. Він прибув в Арль, відправив Геронтія тікати, а потім захопив облогу. Костянтин затягував облогу, сподіваючись на повернення Едобіха, який підіймав війська в північній Галлії серед франків. Але після прибуття Едобіх був переможений хитрістю. Надія Костянтина зникла, коли його війська, які охороняли Рейн, відмовилися від нього і він був змушений здатися. Констанцій ув'язнив колишнього солдата і обезголовив його по дорозі в Равенну в серпні або вересні 411 року.
Хоча Геронтій наклав на себе руки в Іспанії, а король вестготів Атаульф через два роки придушив повстання Іовіна, римське панування більше так ніколи і не встановилося в Британії після смерті Костянтина III: за словами історика Прокопія Кесарійського:
«З цього моменту вона залишалася під владою тиранів, Галлія відтоді розпалася на підвладні Риму землі і безліч германських королівств, хоча Костянтину вдалося на деякий час стабілізувати рейнський кордон Західної імперії»

## Особистість
Діяння Костянтина нам відомі тільки з вороже налаштованих по відношенню до нього джерел. Особистість Костянтина, яка надається в цих джерелах, звичайно ж, негативна, але він, мабуть, відрізнявся від двох своїх нетривалих попередників. Імператор, напевно, повинен був володіти вольовим характером, щоб зробити все те, що він зробив, і воювати протягом декількох років проти різних ворогів. Метою політики Костянтина було збереження єдності імперії, у всякому разі, єдності своїх територій до Альп.

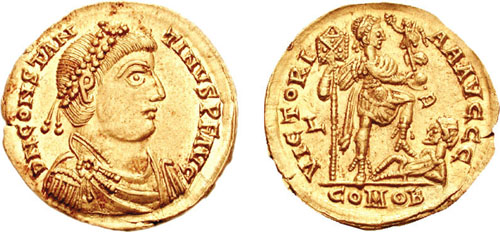
Зображення Костянтина III

## Постать у легендах
Костянтин III став прототипом − або принаймні одним із прототипів − легендарного британського короля Костянтина II, батька Утера Пендрагона та діда короля Артура. Як оповідає у своїй «Історії королів Британії» Джефрі Монмутський, після смерті Граціана Вільновідпущеника Британію охопила криза, і лондонський архієпископ Гветелін вирушив до Бретані просити допомоги у місцевого короля Алдроена. Однак Алдроен не захотів втручатися особисто, тому послав свого брата Костянтина замість себе.
Костянтин прийняв правління і розгромив скоттів, піктів та норвежців, які вдерлися до Британії. Потім він був проголошений королем в Цірцестрії, після чого одружився з місцевою римлянкою. За повідомленням Джефрі Монмутського, від цього шлюбу народилися троє синів: Констант, Аврелій Амвросій і Утер Пендрагон. Через десять років Костянтин був убитий:
«Через десять років до короля прибув, якийсь, що був у нього в підпорядкуванні, пікт, і вигадав, ніби йому потрібно поговорити з ним віч-на-віч, усамітнився з Костянтином в кущах, коли нікого не було, ударом ножа вразив його на смерть».
Після смерті Костянтина між прибічниками його синів спалахнула війна за владу, що тривала до тих пір, поки королем не став Констант, незабаром після цього також убитий.